# André Major
André Major (ur. 22 kwietnia 1942 w Montrealu) – kanadyjski pisarz i krytyk literacki.

## Życiorys
Początkowo był producentem kulturalnych programów radiowych. W 1961 opublikował dwa zbiory wierszy, Le Froid se meurt i Holocauste à deux voix. Jego poezja miała akcenty rewolucyjne. Publikował też krótkie opowiadania. W 1964 wydał pierwszą powieść, Le cabochon, ukazującą alienację młodzieży w robotniczym Montrealu. W 1965 opublikował zbiór nowel La chair de poule, w których w dialogach i narracji stosował gwarę francuskojęzycznych dzielnic Montrealu. Później napisał powieść Le vent du diable (1968) i trylogię L’épouvantail (1974), L’épidémie (1975) i Les rescapés (1975), w których zerwał z realistycznym opisem na rzecz analizy psychologicznej postaci z marginesu społecznego. Za Les Rescapés otrzymał nagrodę gubernatora generalnego. Napisał też nowele La folle d’Elvis (1981), L’hiver au coeur (1987) i powieść La vie provisoire (1997), w których zawarł motywy autobiograficzne, osadzając je w scenerii współczesnego Montrealu. Jest też autorem dwóch słuchowisk radiowych i jednej sztuki teatralnej. W 2001 opublikował dziennik  Le sourire d’Anton ou l’adieu au roman.